# Chronique (Eusèbe de Césarée)
Pour les articles homonymes, voir Chronique.
La Chronique ou Chronicon (Παντοδαπὴ ἱστορία Pantodape historia, Histoire universelle) est une œuvre en deux volumes d'Eusèbe de Césarée. Elle semble avoir été compilée à la fin du IVe siècle. Elle contient une chronique depuis Abraham jusqu'à Constantin Ier en 325. Le livre 1 contient des extraits d'écrivains plus anciens ; le livre 2 contient une liste de dates et d'évènements sous forme de tableau, ce qui constitue une innovation technique.
Le texte original en koinè est perdu, mais d'importantes citations existent chez des chronographes plus tardifs. Cependant, les deux parties ont été conservées, bien qu'avec des lacunes, dans une traduction arménienne, retrouvée par hasard en 1782 et révélée en Occident en 1818 par deux publications bilingues arménien-latin concurrentes ; c'est cette traduction qui permit d'ailleurs de repérer les parties des chroniques byzantines qui étaient empruntées à Eusèbe.
Le livre 2, qu'on appelle d'ordinaire les Canons, nous a été entièrement transmis dans la traduction en latin de Jérôme (Chronicum ad annum Abrahæ), augmentée de commentaires et poursuivie jusqu'à l'avènement de Théodose Ier en 379. Des extraits se retrouvent également dans des citations d'auteurs de langue syriaque ancienne tels que des fragments par Jacques d'Édesse et, ensuite, Michel le Syrien.
La Chronique telle qu'elle nous a été transmise va jusqu'à l'année 325, et a été écrite avant l’Histoire ecclésiastique.

## Contenu
L'œuvre est divisée en deux parties.
La première partie (en grec, Χρονογραφία Chronographia, « Annales ») est divisée en cinq parties : l'histoire des Babyloniens et des Assyriens, suivie de listes des rois d'Assyrie, de Médie, de Lydie et de Perse ; puis l'histoire de l'Ancien Testament ; puis l'histoire de l'Égypte ; puis l'histoire grecque ; puis l'histoire romaine. Le texte est constitué pour partie de citations d'historiens antiques, dont souvent les œuvres ont été perdues (par exemple les Persica de Ctésias ou les Babyloniaca de Bérose).
La seconde partie (en grec, Κανὼν χρονικός Kanon chronikos, « Canons Chronologiques ») est constituée par une série de tables chronologiques avec de courtes notices historiques. Le point de départ est la date supposée de la naissance d'Abraham, et c'est à partir de là que tout le reste est daté et synchronisé. Auprès des « années d'Abraham » sont placées les années de règne (début et fin) des souverains de différents royaumes. Voici un passage du Canon tel qu'il apparaît dans le manuscrit de la bibliothèque bodléienne de la traduction latine de saint Jérôme :
```
                             LXXVIII Olymp. Herodotus historiarum
                                             scriptor agnoscitur
                                 XVIII      Bacchylides et Diag-
                                                orus atheus      XXXVI
                                            sermone plurimo cele-
                                                   brantur
                              MDL. XVIIII   Zeuxis pictor agnosci-
                                                    tur, etc.    XXXVII
```

Les « années d'Abraham » sont données par décennies (ici, MDL représente la 1550e année après la naissance d'Abraham). Nous sommes donc dans la 78e olympiade ; XVIII et XVIIII  (18 et 19) sont les années de règne de Xerxès Ier, roi des Perses, XXXVI et XXXVII (36 et 37) celles d'Alexandre Ier, roi de Macédoine. Les événements-repères correspondants sont donc donnés sur la même ligne.
C'est la plus longue liste préservée des vainqueurs des Jeux olympiques antiques, qui contient également la majorité des vainqueurs du stadion (course à pied) de 776 av. J.-C. jusqu'en 217.
Les chronologies données par le Chronicum de saint Jérôme et par la version arménienne sont divergentes notamment dans les listes épiscopales : il a été montré que cette différence était due à une mauvaise transmission dans le document arménien. En tout cas, le Κανών d'Eusèbe constitue le plus grand travail chronologique de toute l'Antiquité, et c'est l'un des fondements sur lesquels repose encore notre connaissance des dates pour une notable partie de l'histoire antique.
Eusèbe légua aux siècles suivants, en plus de sa chronologie, un nouveau genre historique : le récit, année après année, des événements depuis la création du monde (ou depuis la naissance d'Abraham). Les chroniqueurs s'inscrivent dans des traditions textuelles : ils reproduisent, sans rien y changer, les textes de leurs devanciers et se contentent de les continuer jusqu'au moment même où ils écrivent.